# 伊吹吾郎
伊吹 吾郎（いぶき ごろう、1月2日 - ）は、日本の俳優・タレント・司会者。本名：伊吹 勝敏。北海道爾志郡熊石村出身。身長175cm、血液型O型。北海道釧路工業高等学校卒業、国士舘大学工学部中退。長男は伊吹康太郎。孫はプロボクサーの伊吹遼平（娘の息子）。

## 来歴
1965年に日本映画テレビ演劇学院に入所、1966年第7期生東宝ニューフェイス入り、東宝俳優養成所に入所。1968年にフリーとなり、テレビドラマ『さむらい』でデビュー。
1969年、テレビ時代劇『無用ノ介』のオーディションを受け、主役に抜擢される。作者のさいとうたかをは伊吹について「風貌があまりに劇画的」だったと語っている。
1969年7月、新国劇に入座。同年10月、東映と専属契約を交わす（映画のみの専属）。岡田茂 (東映) は「風貌がいい。時代劇と現代劇の両方に出てもらう。次世代の東映を担うに足るスケールの大きさを感じる」と評した。
東映作品第一号は『五人の賞金稼ぎ』で、二作目の『殺し屋人別帳』は岡田と天尾完次が、渡瀬恒彦と伊吹のダブル主演によるバディムービーとして企画したものだった。『仁義なき戦いシリーズ』にも出演している。テレビ作品では『必殺仕事人』、『花と狼』（フジテレビ）などに出演したほか、江戸川乱歩の美女シリーズ#天知茂版では異例の3度に渡り、犯人役で出演。『江戸川乱歩の黄金仮面/妖精の美女』（シリーズ第6作、1978年）、『江戸川乱歩の黄金仮面II/桜の国の美女』（シリーズ第11作、1980年）では共に黄金仮面を演じた。
『水戸黄門』で1983年の第14部から第28部までの17年間に渡り渥美格之進役を演じる。同番組にはレギュラー抜擢以前の第1部（第26話、1970年1月26日）からゲスト出演しており、2000年にレギュラーを降板してからも度々出演している。なお、出演時には伊吹吾朗名義を用いていた。但し、伊吹吾朗名義を用いたのは第26部までで、第27部以降は伊吹吾郎に戻している。
『水戸黄門』のレギュラー降板後はバラエティ番組にも進出しているが、「真面目で堅物」というイメージ通りの人柄や不慣れなことを逆手にとり、「ぎこちない作り笑顔で、台本の進行コメントやカメラ前に出されるカンニングペーパーを、大仰な芝居口調で読むMCぶり」や「フリートークでの悪戦苦闘ぶり」が人気を呼んだ。中でも2007年4月から放送された『環境野郎Dチーム』（フジテレビ）では、Dチームリーダー兼MCとして「ブッキー」の愛称で親しまれた。
2009年には『侍戦隊シンケンジャー』に、日下部彦馬役でレギュラー出演。共演した松坂桃李は伊吹について「最初に写真で見た時は怖い人だと思っていたが、面白くて優しい、すごいいい人」と語っている。また、同作品について伊吹は「出演をきっかけに、さまざまな世代に自分を知ってもらえるようになった」と語っている。それまで寄って来るのは中高齢者ばかりだったが、『侍戦隊シンケンジャー』の放送中、外食をしていた際に子供から「外道衆（敵キャラクター）に負けないでください」と応援され、嬉しかったという。
2019年（平成31年）2月20日に北海道の民放5局とNHK札幌放送局による共同キャンペーン『One Hokkaido Project』のキャンペーンソングに参加。

## 人物
- 極度の汗っかき[16]。
- 大の猫好き[17]。
- 必殺仕事人で共演した三田村邦彦は伊吹について「決して人の悪口を言わない、また先輩風を吹かせることもなかった」と述べている[18]。
- 一番の趣味はフラメンコギター演奏で、フラメンコギターを眺めながら酒を飲んだり、新しいギターを買った夜は興奮して眠れないほどのギター好き。『江戸川乱歩の黄金仮面II/桜の国の美女』ではその腕前を披露している。
- ギター演奏のために右手の爪だけマニキュアを毎日5度塗りして保護しているが、「『水戸黄門』で右手で印籠を出すために綺麗にしている」、「おネエではないのか?」と勘違いされたことがある。『水戸黄門』の印籠を出すシーンでは「ギター用に伸ばしている爪を見せないために小指を隠している」と言われることもあるが、伊吹本人は爪を伸ばしておらず、ビデオ撮影になって爪を硬くするために塗った接着剤やマニキュアが目立つようになったからと述べている[2]。

## 出演

### テレビ作品
- さむらい（1968年7月23日 - 1969年2月4日、NET）
- 五人の野武士 第9話「忍法“忍び返し”」（1968年12月3日、日本テレビ）
- 喧嘩太郎 第15話「城を建てる」（1969年1月9日、毎日放送）
- 特別機動捜査隊 第381話「光と影」（1969年2月12日、テレビ朝日） - 戸田
- 無用ノ介（1969年3月1日 - 9月20日、日本テレビ） - 無用ノ介
- 花と狼（1969年10月9日 - 12月25日、フジテレビ）
- 大河ドラマ（NHK）
  - 樅ノ木は残った（1970年） - 伊東七十郎
  - 新・平家物語（1972年） - 八郎為朝
  - 国盗り物語（1973年） - 細川藤孝
  - 草燃える（1979年） - 和田義盛
  - 徳川家康（1983年） - 加藤清正
  - 新選組!（2004年） - 粕谷新五郎
  - 天地人（2009年）- 北条氏政
  - 八重の桜（2013年） - 徳川斉昭
  - 軍師官兵衛（2014年）- 北条氏政
  - 麒麟がくる（2020年） - 太原雪斎
- 緋剣流れ星お蘭 第16話「知っているのは南蛮鳥よ!」（1970年1月18日、NET）
- ナショナル劇場・パナソニック ドラマシアター（TBS）
  - 水戸黄門（C.A.L）
    - 第1部 第26話「越後騒動 -高田-」（1970年1月26日） - 新切新之助
    - 第4部 第8話「忍び狩り -米沢-」（1973年3月12日） - 沢本数之進
    - 第5部 第5話「苦難を越えて -松本-」（1974年4月29日） - 脇田小太郎
    - 第8部
      - 第10話「命賭ける時 -名古屋-」（1977年9月19日） - 市木新之丞
      - 第24話「裏切り武士道 -宇和島-」（1977年12月26日） - 中井市之進

    - 第9部
      - 第8話「荒野の襲撃 -三戸-」（1978年9月25日） - 林蔵
      - 最終話「三国一の嫁騒動 -水戸-」（1979年2月5日） - 三浦辰之助

    - 第10部 第1話「おあずけ喰った結婚式 -水戸・江戸-」（1979年8月13日） - 土屋和泉守
    - 第11部 第25話「胸に悲願の裏切り者 -佐倉-」（1981年2月2日） - 秋元多三郎
    - 第13部 第16話「死を賭けた裏切り -鳥取-」（1983年1月31日） - 岡村忠伍
    - 第14部 - 第28部（1983年10月31日 - 2000年11月20日） - 渥美格之進
    - 第14部 第35話「陰謀暴いた鳴門の渦潮 -淡路島-」（1984年6月25日） - 横堀文吾 （一人二役）
    - 第17部 第24話「殿と呼ばれた格之進 -明石-」（1988年2月8日） - 松平上総之助 （一人二役）
    - 第18部 第10話「仇討ち木曽節仁義 -木曽福島-」（1988年11月14日） - 馬橋の佐太郎 （一人二役）
    - 第19部 第15話「陰謀暴く天狗面 -新発田-」（1990年1月8日） - 溝口重元 （一人二役）
    - 第21部 第7話「目ざす敵は瓜二つ -津和野-」（1992年5月18日） - 亀井茲親 （一人二役）
    - 第22部 第13話「帰らぬ息子は船幽霊 -高知-」（1993年8月9日） - 加助 （一人二役）
    - 第23部 第31話「格さんは夫の敵 -丸亀-」（1995年3月13日） - 佐吉 （一人二役）
    - 1000回記念スペシャル （2003年12月15日） - 近藤登之助
    - 第35部 第14話「仇が教えた命の重さ -鹿児島-」（2006年1月23日） - 網野甚内
    - 最終回スペシャル（2011年12月19日） - 惣右衛門

  - 江戸を斬る（C.A.L）
    - 江戸を斬るII 第9話「初春・喧嘩纏」（1976年1月5日） - 正吉
    - 江戸を斬るIII 第25話「掠奪された御用金」（1977年7月4日） - 矢吹小平太
    - 江戸を斬るIV 第8話「辻斬りは北辰一刀流」（1979年4月2日） - 平田聖四郎

  - 水戸黄門外伝 かげろう忍法帖 第1話「世の悪人輩よ覚悟しな!女は怖いぞくノ一忍法 -大和・郡山-」（1995年5月22日、C.A.L） - 渥美格之進
  - 大岡越前 ナショナル劇場50周年記念特別企画スペシャル（2006年3月20日、C.A.L） - 伊三郎
- 大坂城の女 第7話「琉球の女使節」、第8話「父恋いの歌」（1970年2月21日・2月28日、関西テレビ） - 一条直人
- 剣豪 第3話「竜馬を斬った凄い奴」（1970年2月23日 - 3月9日、NET）
- 日本怪談劇場 第4話「怪談・宇津谷峠」（1970年7月25日、テレビ東京）- 山辺新之助
- 徳川おんな絵巻 第5回「お転婆娘の御殿奉公」、第6回「お初の仇討ち」（1970年10月31日・11月7日、関西テレビ放送） - 尾崎求女
- 柳生十兵衛 第19話「南国慕情」（1971年2月6日、フジテレビ） - 鎌田伊助
- 徳川おんな絵巻 第37回「まぼろしの恋」（1971年6月12日、関西テレビ） - 新三郎 実は 池田斉訓
- 軍兵衛目安箱 第14話「誰も知らない女」（1971年7月7日、テレビ朝日） - 大原次郎太
- 遠山の金さん捕物帳 第58話「牡丹燈籠の女」（1971年8月15日、テレビ朝日） - 磯村伊織
- 江戸巷談 花の日本橋 第3回・第4回「晴れ姿 幡随院長兵衛」（1971年10月19日・26日、関西テレビ） - 極楽十三
- 天皇の世紀 第12回「義兵」（1971年11月20日、朝日放送）
- 江戸巷談 花の日本橋 第11回「丹下左膳と櫛巻きお藤」、第12回「女が惚れた暴れん坊」（1971年12月14日・21日、関西テレビ） - 柳生源三郎
- 世なおし奉行 第2話「悲願満徳寺」（1972年4月13日、テレビ朝日） - 白鳥大介
- 父子鷹（1972年5月7日 - 9月24日、関西テレビ） - 虎之助
- 怪談 第6回「累ヶ渕」（1972年9月1日、MBS） - 新吾郎
- さすらいの狼 第24話「九人目の刺客」（1972年9月13日、NET）
- 荒野の素浪人 第1シリーズ 第42話「流れ者 モズと呼ばれた男」（1972年10月17日、NET） - 百舌
- 銭形平次 （CX）
  - 第338話「十年目の約束」（1972年10月25日） - 新八
  - 第413話「女心に背を向けて」（1974年4月3日） - 源次郎
  - 第593話「侍の傘」（1977年10月12日） - 高瀬右近
- 眠狂四郎 第5話「仇花に露が煌めく」（1972年10月31日、関西テレビ）
- 長谷川伸シリーズ 第10話「旅の風来坊」（1972年12月6日、NET）
- 遠山の金さん捕物帳 第135話「冥土から帰った男」（1973年2月4日、NET） - 辻良太郎
- 眠狂四郎 第25話「黒髪が殺しを呼んだ」（1973年3月20日、関西テレビ）
- 新選組（1973年4月5日 - 9月27日、フジテレビ） - 永倉新八
- 肝っ玉捕物帖（1973年9月8日 - 1974年3月2日、フジテレビ）
- 大久保彦左衛門 第10話「武士の姿」（1973年12月9日、関西テレビ） - 一色隼人
- 旗本退屈男 第24話「油樽が消えた」（1974年3月19日、NET）
- 次郎長三国志（1974年4月9日 - 9月24日、テレビ朝日）
- ご存知遠山の金さん 第28話「与力が殺し屋になるとき」(1974年4月14日、NET） - 小林一之進
- 北斗の人（1974年7月7日 - 9月29日、関西テレビ） - 千葉周作
- 子連れ狼 第2部 第16話「お七里さん」（1974年7月21日、日本テレビ） - 甚左
- 運命峠（1974年10月2日 - 1975年2月26日、関西テレビ） - 柳生十兵衛
- 座頭市物語 第20話「女親分と狼たち」（1975年2月27日、CX／勝プロ）
- ふりむくな鶴吉（1974年10月11日 - 1975年10月3日、NHK） - 榊原又十郎
- 剣と風と子守唄 第1話「ひとり戦争」（1975年4月1日、日本テレビ） - 疾風
- 伝七捕物帳
  - 日本テレビ版
  - 第79話「愚かなり!ああ親ごころ」（1975年8月5日） - 菊次郎
  - 第157話 「恋の掛け橋情の涙」（1977年9月6日） - 太吉
- テレビ朝日版 第7話「仇情けお六櫛」（1979年3月25日、テレビ朝日）
- 大都会 闘いの日々 第2話「直子」（1976年1月13日、日本テレビ） - 久光浩二
- お耳役秘帳（1976年4月6日 - 9月28日、関西テレビ） - 檜十三郎
- 桃太郎侍 （NTV)
  - 第36話「海の男の燃える恋」（1977年6月12日） - 六平太
  - 第214話「その喧嘩俺が買った!」（1980年11月23日） - 安吉
  - 第250話「桃太郎一家の迷狂言」（1981年8月2日） - 梅川助十郎
- 江戸の旋風 第3シリーズ 第23話「同心わかれ道」（1977年10月13日、フジテレビ）
- 怒涛の朝 国を愛した男たち（1978年1月21日、フジテレビ）
- ポーラテレビ小説 / 夫婦ようそろ（1978年4月3日 - 9月30日、TBS） - 田島栄吉
- 達磨大助事件帳 第26話「夕陽の渡り鳥」（1978年4月20日、テレビ朝日） - 銀次
- 土曜ワイド劇場
  - 江戸川乱歩の美女シリーズ 死刑台の美女（1978年4月8日、テレビ朝日） - 宗方隆一郎
  - 江戸川乱歩の美女シリーズ 妖精の美女（1978年12月30日、テレビ朝日） - ロベール・サトー/黄金仮面
  - 江戸川乱歩の美女シリーズ 桜の国の美女（1980年4月12日、テレビ朝日） - ロベール
  - 京都の芸者弁護士(5) 清香危うし! 芸者の入廷を禁ず 扇連続殺人仰天アカペラ法廷!（2001年8月18日、朝日放送） - 大畑
  - 京都のテミス女裁判官(1) 美人判事が不倫と殺人疑惑に襲われて（2003年5月15日、朝日放送） - 池田直人
  - 救急救命士・牧田さおり(4) 緊急出動！毒劇物災害の現場になぜ刺殺体？意識不明の患者と少年に謎の接点（2005年11月12日、テレビ朝日） - 井上署長
  - ヤメ検の女(3)（2012年7月21日、朝日放送） - 田代刑事
  - 天才刑事・野呂盆六(7) 〜美しき母の伝説〜（2013年3月16日、朝日放送） - アニキ
  - 広域警察(8)（2017年1月14日、朝日放送） - 沢村健人
- 若さま侍捕物帳 第1話「命ごま参上!」（1978年5月18日、テレビ朝日） - 原田新兵衛
- 江戸の鷹 御用部屋犯科帖 第33話「黒豹、闇を裂く」（1978年8月22日、テレビ朝日） - 桂木半次郎
- 吉宗評判記 暴れん坊将軍
  - 第34回「嵐の中に舞う女」（1978年10月7日、テレビ朝日） - 伊之介
  - 第153話「男が火花を散らすとき」（1981年3月21日、テレビ朝日） - 松五郎
  - 第170話「血斗!甲州笛吹川」（1981年8月1日、テレビ朝日） - 鴇丸
- 柳生一族の陰謀 第3話「駿府の黒い影」（1978年10月17日、関西テレビ） - 別木庄左衛門
- 標的（1979年2月4日 - 3月25日、関西テレビ）
- 破れ新九郎 第20話「殴り込み!破れ軍団」（1979年2月20日、テレビ朝日） - 望月兵馬
- 大江戸捜査網 第3シリーズ 第283話「白頭巾参上 辻斬り大追跡」（1979年4月14日、テレビ東京） - 有楽斎夢幻(立花源之進)
- 赤穂浪士（1979年4月16日 - 12月24日、テレビ朝日） - 堀部安兵衛
- 必殺仕事人（1979年5月18日 - 1981年1月30日、朝日放送） - 畷左門 
  - 特別編必殺仕事人 恐怖の大仕事 水戸・尾張・紀伊（1981年1月2日)
- 日本名作怪談劇場 第3話「四谷怪談」(1979年7月4日、東京12チャンネル) - 田宮伊右衛門
- 額田女王（1980年3月14日・15日、朝日放送）
- 断崖からの声（1980年7月22日、テレビ朝日）
- 旅がらす事件帖 第1話「あれが噂の道中奉行」（1980年10月7日、関西テレビ） - 伊助
- 柳生あばれ旅 第2話「紅い宿場の用心棒 -保土ヶ谷-」（1980年10月21日、テレビ朝日） - 仙波源十郎
- 鬼平犯科帳'81（1981年4月14日 - 10月13日、テレビ朝日） - 大滝の五郎蔵
- 警視庁殺人課 第22話「新妻殺人事件・暴走Gメンを撃て!」（1981年9月7日、テレビ朝日）
- お命頂戴!（1981年10月7日 - 12月30日、テレビ東京） - 徳川家慶
- 12時間超ワイドドラマ / 竜馬がゆく（1982年1月2日、テレビ東京） - 武市半兵太
- 影の軍団III 第1話「二つの顔の男」（1982年4月6日、関西テレビ） - 牧野兵部
- 遠山の金さん 第2話「大追跡!消えた大砲」（1982年4月15日、テレビ朝日）
- 鬼平犯科帳'82（1982年4月20日 - 10月12日、テレビ朝日） - 大滝の五郎蔵
- 眠狂四郎円月殺法（1982年11月24日 - 1983年3月30日、テレビ東京） - 海老原蔵人
- 栄花物語（1983年11月12日、フジテレビ）
- 年末時代劇スペシャル / 忠臣蔵 - 土屋主税（1985年12月30日・31日、日本テレビ）
- うちの子にかぎって… スペシャル1 金曜日の子供たちへ 水戸黄門と夢の共演!! 京都修学旅行大騒動（1986年4月18日、TBS） - 伊吹吾朗 役（本人役）
- 女は遊べ物語（1987年10月15日、名古屋テレビ） - 織田信長
- 妖艶時代劇スペシャル 女忍かげろう組（1990年4月7日、日本テレビ） - 柳生十市兵衛
- 水曜グランドロマン 女忍かげろう組<弐>（1990年9月26日、日本テレビ） - 柳生十市兵衛
- 妖艶時代劇スペシャル 女忍かげろう組<参>（1991年12月28日、日本テレビ） - 柳生十市兵衛
- 未来を見つめた幕末の英雄「横井小楠」（1998年11月3日、テレビ熊本）
- 12時間超ワイドドラマ / 赤穂浪士（1999年1月2日、テレビ東京） - 脇坂安照
- 貫太ですッ!（2003年6月30日 - 9月26日、東海テレビ） - 田島勇介
- 御宿かわせみ〜第二章〜（2004年4月2日 - 7月23日、NHK） - 松浦方斎
- 新春ワイド時代劇 / 国盗り物語 第二部（2005年1月2日、テレビ東京） - 織田信秀
- 柳生十兵衛七番勝負 第4回（2005年4月22日、NHK） - 多田左兵衛
- 冤罪〜父と子の旅路〜（2005年6月6日、TBS） - 森下刑務官
- 風林火山（2006年1月8日、テレビ朝日） - 村上義清
- 警視庁三係・吉敷竹史(2) 灰の迷宮（2006年1月16日、TBS） - 浅田幸吉
- 陰画の構図（2006年8月13日、BSジャパン） - 小林警部
- 逃亡者 おりん 第7話「忍び草」（2006年12月8日、テレビ東京） - 村上平蔵
- 新春ワイド時代劇 / 忠臣蔵 瑤泉院の陰謀（2007年1月2日、テレビ東京） - 安井彦右衛門
- 新・はんなり菊太郎〜京・公事宿事件帳〜 第3話「凄い男」（2007年1月25日、NHK） - 四郎右衛門
- お江戸吉原事件帖 第4話「迷い込んだ若様」（2007年11月16日、テレビ東京） - 寺原内膳
- 警視庁三係・吉敷竹史(3) 北の夕鶴〜2/3の殺人（2008年1月21日、TBS） - 浅田幸吉
- 密命 寒月霞斬り（2008年4月18日 - 6月13日、テレビ東京） - 芝鳶の辰吉
- Room Of King（2008年10月4日 - 11月29日、フジテレビ） - 柴田勝
- 警視庁三係・吉敷竹史(4) 幽体離脱殺人事件（2008年10月6日、TBS） - 浅田幸吉
- 戦力外通告（2009年2月21日、WOWOW） - 磯田好司
- 侍戦隊シンケンジャー（2009年2月15日 - 2010年2月7日、テレビ朝日） - 日下部彦馬
- 仮面ライダーディケイド 第24話「見参侍戦隊」、第25話「外道ライダー、参る!」（2009年7月12日・19日、テレビ朝日） - 日下部彦馬
- 経済ドキュメンタリードラマ ルビコンの決断 民主党圧勝の裏側“小沢秘書軍団”とは何か?（2009年9月10日、テレビ東京） - 小沢一郎
- コールセンターの恋人 第9話「最終章〜暴力団からの恐怖のクレーム」（2009年9月4日、テレビ朝日） - 大前田章介
- 初恋クロニクル（2010年3月13日、BSフジ） - 梅さん
- 祝女〜shukujo〜 シーズン2 第3回「File.6 蘭先輩」（2010年10月14日、NHK） - 作家
- 戦国疾風伝 二人の軍師 秀吉に天下を獲らせた男たち（2011年1月2日、テレビ東京） - 安藤守就
- さすらい署長 風間昭平(9) びわこ由美浜殺人事件（2012年3月7日、テレビ東京） - 脇坂康晴
- リーガル・ハイ 第7話「骨肉の相続争い!醤油一族に潜む秘密と嘘」（2012年5月29日、フジテレビ） - 徳松醤油従業員
- 宮部みゆきミステリー パーフェクト・ブルー 第5話（2012年11月5日、TBS） - 玲野（特別出演）
- 各務原よ 大使を抱け!（2013年11月2日、名古屋テレビ）
- 戦力外捜査官（2014年1月11日 - 3月15日、日本テレビ） - 海月健夫
- 大江戸捜査網2015〜隠密同心、悪を斬る!（2015年1月2日、テレビ東京） - 島津重豪
- 戦力外捜査官 SPECIAL（2015年3月21日、日本テレビ） - 海月健夫
- 美女と男子 第7回「ハリウッドが呼んでる!」、第8回「君こそヒーロー!」、第14回「世界への第一歩」（2015年5月26日・6月2日・7月14日、NHK） - 蛭田彌之輔 役（第8回は写真、第14回は回想のみの出演）
- まんまこと〜麻之助裁定帳〜（2015年7月16日 - 10月1日、NHK） - 火消しの頭取
- 新春時代劇 / 信長燃ゆ（2016年1月2日、テレビ東京） - 柴田勝家
- ぼくのいのち（2016年3月23日、読売テレビ）
- 警視庁南平班〜七人の刑事〜(9)（2016年7月11日、TBS） - 村山慎次郎
- 子連れ信兵衛2 第4回「十手の誇り」（2016年12月2日、NHK BSプレミアム） - 園部甚太夫
- 雲霧仁左衛門 シーズン3 第6話「月下の誓い」、第7話「凶刃」（2017年2月10日・17日、NHK BSプレミアム） - 狸穴の佐吉
- やすらぎの郷（2017年4月3日 - 9月29日、テレビ朝日） - 原田剛
- コンフィデンスマンJP 第4話「映画マニア編」（2018年4月30日、フジテレビ） - 伊吹吾郎 役（本人役）
- やすらぎの刻〜道（2019年4月8日 - 2020年3月27日、テレビ朝日） - 原田剛
- さすらい署長 風間昭平 第14作（2019年11月4日、テレビ東京） - 寺崎武雄
- ルパンの娘 第二シーズン（2020年） ‐ 北条宗真
- 全っっっっっ然知らない街を歩いてみたものの 第4話（2021年4月1日（3月31日深夜）、フジテレビ） - 美咲の父

### 映画
- めくらのお市 みだれ笠（1969年10月1日、松竹） - 榊弦之介
- 五人の賞金稼ぎ（1969年12月13日、東映） - 那須音平
- 殺し屋人別帳（1970年1月31日、東映） - 詩郎
- 監獄人別帳（1970年4月10日、東映） - モンマルトルの鉄
- 関東テキヤ一家 天王寺の決斗（1970年5月1日、東映） - 鉄也
- シルクハットの大親分（1970年6月25日、東映） - 伊庭新二郎
- 博徒仁義 盃（1970年8月28日、東映） - 佃の新介
- 最後の特攻隊（1970年10月29日、東映） - 西村少尉
- シルクハットの大親分 ちょび髭の熊（1970年11月21日、東映） - 伊庭新吾
- 日本侠客伝 昇り龍（1970年12月3日、東映） - 般若の五郎
- 現代やくざ 盃返します（1971年4月3日、東映） - 井上
- 関東兄弟仁義 仁侠（1971年9月7日、東映） - 駒井平蔵
- 尼寺博徒（1971年9月7日、東映） - 仁科吾郎
- 現代やくざ 血桜三兄弟（1971年11月19日、東映） - 小田邦夫
- 任侠列伝 男（1971年12月3日、東映） - 片桐俊次
- 純子引退記念映画 関東緋桜一家（1972年3月4日、東映） - 秀吉
- 望郷子守唄（1972年4月1日、東映） - 白井
- 木枯し紋次郎（1972年6月21日、東映） - 清五郎
- 博奕打ち外伝（1972年7月30日、東映） - 江川政和
- 仁義なき戦い（1973年1月13日、東映） - 上田透
- ポルノ時代劇 忘八武士道（1973年2月3日、東映） - 白首袈裟蔵
- 三池監獄 兇悪犯（1973年5月12日、東映） - ぼた安
- 忘八武士道 さ無頼（1974年2月2日、東映） - 九死一生
- 山口組外伝 九州進攻作戦（1974年4月27日、東映） - 関本貫一
- 仁義なき戦い 完結篇（1974年6月29日、東映） - 氏家厚司
- あゝ決戦航空隊（1974年9月14日、東映） - 久納好孚
- 脱獄広島殺人囚（1974年12月7日、東映） - 吉原寛
- 下苅り半次郎 (秘)観音を探せ（1975年1月29日、東映） - 堤半次郎
- 暴力金脈（1975年8月9日、東映） - 花又一郎
- 日本暴力列島 京阪神殺しの軍団（1975年5月24日、東映） - 西田恭三
- 暴動島根刑務所（1975年6月7日、東映） - 三宅良治
- 五月みどりのかまきり夫人の告白（1975年11月1日、東映） - 木元健次
- 実録外伝 大阪電撃作戦（1976年1月31日、東映） - 掛田貫一
- 夜明けの旗 松本治一郎伝（1976年10月16日、東映） - 松本治一郎
- 北陸代理戦争（1977年2月26日、東映） - 竹井義光
- 毒婦お伝と首斬り浅（1977年1月22日、東映） - 山田浅右衛門
- 日蓮（1979年3月10日、松竹） - 四條金吾
- 白昼の死角（1979年4月7日、東映） - 西郷警部
- 隠密同心・大江戸捜査網（1979年12月1日、東宝） - 天馬八郎太
- 徳川一族の崩壊（1980年5月24日、東映） - 松平平右衛門
- 戒厳令の夜（1980年7月5日、東宝） - 黒崎良平
- 炎のごとく（1981年5月9日、東宝） - 土方歳三
- 獣たちの熱い眠り（1981年9月12日、東映） - 深町
- セピア色の風景（2000年、共和教育映画社） - 大前カズオ
- 男前 日本一の画家になったる!（2005年4月30日、さざ波） - 兵庫一家若頭
- 奇跡の海（2008年7月19日、ムーンライダーズ）
- ザ・マジックアワー（2008年6月7日、東宝） - 鹿間隆
- インスタント沼（2009年5月23日、アンプラグド/角川映画） - 神主
- 侍戦隊シンケンジャー 銀幕版 天下分け目の戦（2009年8月8日、東映） - 日下部彦馬
- 侍戦隊シンケンジャーVSゴーオンジャー 銀幕BANG!!（2010年1月30日、東映） - 日下部彦馬
- 天装戦隊ゴセイジャーVSシンケンジャー エピックon銀幕（2011年1月22日、東映） - 日下部彦馬
- BADBOYS（2011年3月26日、全力エージェンシー）
- 麻雀飛翔伝 哭きの竜 外伝1（2011年7月16日、アット・エンタテインメント） - 三上信也
- 麻雀飛翔伝 哭きの竜 外伝2（2011年7月20日、アット・エンタテインメント） - 三上信也
- ストロベリーナイト（2013年1月26日、東宝） - 水谷次郎
- 土竜の唄 潜入捜査官REIJI（2014年2月15日、東宝） - 築間重樹
- 孤狼の血（2018年5月12日、東映） - 尾谷憲次
- きばいやんせ!私（2019年3月9日、アイエス・フィールド） - 牛牧猛盛

### Vシネマ
- 実録・大日本平和会 極道 平田勝市 神戸入門編（2004年、GPミュージアムソフト）
  - 実録・大日本平和会 極道 平田勝市２抗争激流編（2005年、GPミュージアムソフト）
  - 実録・大日本平和会 極道 平田勝市３全国制覇編（2005年、GPミュージアムソフト）
- 実録・籠寅三代目 合田幸一 任侠修業篇（2004年、GPミュージアムソフト） - 籠寅一家若頭 阿川義松 
  - 実録・籠寅三代目 合田幸一 2 名門継承篇（2004年、GPミュージアム）
  - 実録・籠寅三代目 合田幸一 3 関西二十日会篇（2004年、GPミュージアム）
- 関東やくざ抗争史 松田組 1・2（2005年、 GPミュージアムソフト） 
  - 関東やくざ抗争史 松田組 3 伝説の女親分・松田芳子（2008年、GPミュージアム）
- 極道の山本じゃ 捨て身の極道編（2005年、GPミュージアムソフト）
  - 極道の山本じゃ 伝説の親分編（2006年、GPミュージアム）
- 実録・九州やくざ戦争 九州の義王（ライオン）（2006年、GPミュージアムソフト）
  - 実録・九州やくざ戦争 2 手打ち無き抗争（2006年、GPミュージアム）
  - 実録・九州やくざ戦争 3 筑豊頂点戦争（2006年、GPミュージアム）
- 鬼魄 二代目山口登 1 -3（2006年、GPミュージアムソフト） - 鬼龍院一家親分 鬼龍院良之助
- 実録・愚連隊の神様 万年東一 完結（2007年、GPミュージアム）
- 烈侠 住越・浜野政吉（2007年、GPミュージアム） - 向田平 
  - 烈侠 住越・浜野政吉 完結（2007年、GPミュージアム）
- 首領がゆく 1 - 3（2006年 - 2007年、GPミュージアム） - 二代目真侠組若頭補佐 真虎会会長 真田虎三
- 侠（おとこ）復讐（2008年、Sプロジェクト）
- 実説・沖縄ヤクザ抗争 いくさ世 アシバー 上原勇一（2009年、GPミュージアムソフト）全2作 - 山波組若頭補佐 大平組組長 松浦孝雄  ※特別出演
- 哀しき抗争1・2（2017年、オールインエンタテインメント） - 関東極道界 相談役 本条誠太郎

### オリジナルビデオ
- 帰ってきた侍戦隊シンケンジャー 特別幕（2010年、東映）- 日下部彦馬

### 舞台
- 美空ひばり特別公演「岡崎城の花嫁」

### インターネットドラマ
- 水戸黄門 最終回SP 〜伊吹吾郎・寺田有希と一緒に黄門様御一行の旅の終わりを見届けよう!〜 〈テレビ実況生放送〉（2011年12月19日、ニコニコ生放送）

### ミュージックビデオ
- バズーカ砲発射!（2011年、SKE48・白組、avex trax） - 射的場の店主
- 私たちの道（2019年、One Hokkaido Project、WESS RECORDS） - 本人役

### バラエティ
- 花のステージ（NHK総合）
- 夜のミュージックストレンジャー（1989年、TVK） - 司会
- 環境野郎Dチーム（2007年4月16日 - ／フジテレビ）
- いい旅・夢気分（テレビ東京）
- 開運!なんでも鑑定団（テレビ東京）
- オールスター感謝祭（TBS）
- すイエんサー（NHK教育）語り
- 土曜スペシャル（テレビ東京）
- マハトマパンチ（STV）[19]
- 24時間テレビ（STV）[20]
- 水戸黄門〜伝統工芸漫遊記〜（BS-TBS、2012年3月21日）
- 「"もっと、まちになる"JRタワー10周年! 伊吹&黛がドウミンバトル!?」（2013年3月2日、STV）
- 有吉反省会（2013年、日本テレビ）
- run for money 逃走中（2015年11月29日、ドラマパート） - 格さん
- クイズ!脳ベルSHOW（BSフジ）

### 教養番組
- 趣味どきっ!こっそりスマホの達人（2025年2月 - 、NHK Eテレ） - スマホAndroid担当の生徒役[21]

### CM
- 救心製薬「救心」（2001 - 2002年） - 『むかし印籠・いま救心篇』『同窓会篇』『企業CM・能楽篇』の3本。
- KDDI「DION」
- 第一三共ヘルスケア 新三共胃腸薬プラス → 第一三共胃腸薬プラス
- サントリー BOSSレインボーマウンテン『宇宙人ジョーンズ・鵜飼い』篇
- サントリー「白角」「半角」※『水戸黄門』の格さん
- サントリー「-196℃ストロングゼロ『畑でグルメ取材』編」
- ビルディンググループ
- 第一生命「順風ライフ パワーメディカル」（2013年4月 - ） ※「Dセイバー」の最年長・セイバー・シニアを担当

### その他
- 鞍馬天狗のお年寄りの交通安全(2002年、東映教育映像部) - 近藤勇

## 音楽

### シングル
| 発売日               | 規格             | 規格品番         | 面               | タイトル           | 作詞             | 作曲             | 編曲             |
| ビクター音楽産業     | ビクター音楽産業 | ビクター音楽産業 | ビクター音楽産業 | ビクター音楽産業   | ビクター音楽産業 | ビクター音楽産業 | ビクター音楽産業 |
| -------------------- | ---------------- | ---------------- | ---------------- | ------------------ | ---------------- | ---------------- | ---------------- |
| 1975年               | EP               | SV-2482          | A                | 別れの指輪         | いではく         | 遠藤実           | 斉藤恒夫         |
| 1975年               | EP               | SV-2482          | B                | ひとり酒           | いではく         | 遠藤実           | 斉藤恒夫         |
| 1976年               | EP               | SV-2517          | A                | めぐりあい         | 岩谷時子         | 鈴木淳           | 池多孝春         |
| 1976年               | EP               | SV-2517          | B                | 恋しぐれ           | 岩谷時子         | 鈴木淳           | 船木謙一         |
| 1976年               | EP               | SV-6002          | A                | 陽かげり           | 山口洋子         | 中村泰士         | 馬飼野俊一       |
| 1976年               | EP               | SV-6002          | B                | 闇夜旅～西か東か～ | 山口洋子         | 中村泰士         | 馬飼野俊一       |
| ミノルフォンレコード |                  |                  |                  |                    |                  |                  |                  |
| 1982年3月            | EP               | KA-2056          | A                | おれたち           | たかたかし       | 弦哲也           | 山田年秋         |
| 1982年3月            | EP               | KA-2056          | B                | 惚れちまったよ     | 畑よしかず       | 弦哲也           | 山田年秋         |
| 1982年9月            | EP               | KA-2066          | A                | ふたりの札幌       | 鳥井実           | 森裕次郎         | 山田年秋         |
| 1982年9月            | EP               | KA-2066          | B                | いい男といい女     | あきしょうこ     | 花笠薫           | 山田年秋         |
| 日本コロムビア       |                  |                  |                  |                    |                  |                  |                  |
| 1987年3月            | EP               | AH-812           | A                | すまないね         | 下地亜記子       | 鈴木邦彦         | 馬飼野俊一       |
| 1987年3月            | EP               | AH-812           | B                | 離しはしないよ     | 井上かつお       | 井上かつお       | 馬飼野俊一       |